# Система аварийной подачи кислорода

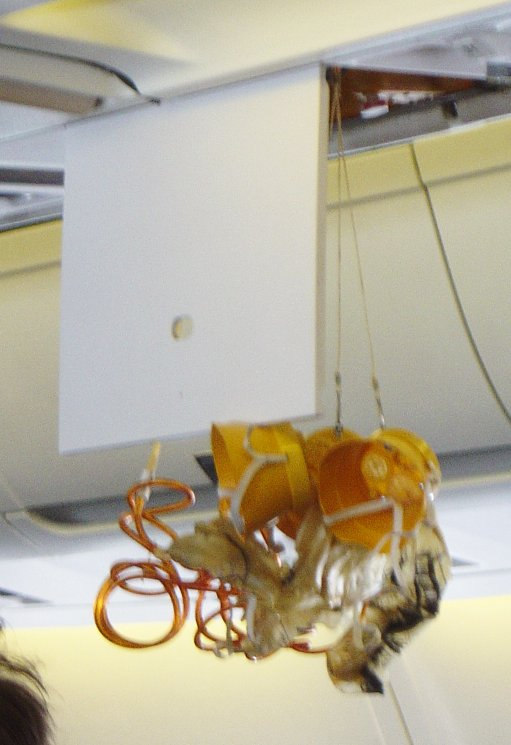
Комплект кислородных масок

Система аварийной подачи кислорода —  одна из аварийных систем питания кислородом экипажа и пассажиров, устанавливаемых в самолётах. Используется как штатная, когда лётчик в течение всего полёта дышит обогащенной кислородом воздушной смесью или чистым кислородом через кислородную маску. Но чаще эта система обеспечивает экипаж кислородом в случае разгерметизации кабины, отказа системы кондиционирования, появления дыма в кабине, т. е. в аварийной ситуации. Независимая от системы экипажа система питания кислородом пассажиров является аварийным средством жизнеобеспечения: она через гибкие шланги подаёт кислород в индивидуальные кислородные маски, которые размещаются либо наверху в багажных полках, либо в спинках впередистоящих сидений и падают перед пассажирами в случае разгерметизации кабины.
Основной запас кислорода на борту может храниться в газообразном состоянии в баллонах высокого давления, в криогенном состоянии в термостатированных (способных сохранять постоянную температуру) сосудах-газификаторах под небольшим избыточным давлением.
На современных магистральных пассажирских самолётах пассажиры обеспечиваются кислородом от химических генераторов кислорода, находящихся снизу багажных полок. Эти генераторы приводятся в действие при вытягивании страховочного штыря запала за шнурок, привязанный к маскам.